# Serrat del Solà (la Torre de Cabdella)
El Serrat del Solà és un serrat del terme municipal de la Torre de Cabdella, a la comarca del Pallars Jussà, que antigament era termenal entre l'antic municipi de la Torre de Cabdella i el de Mont-ros, actualment tots dos integrats en el mateix terme municipal.
És un serrat que enllaça el riu Flamisell, a la seva confluència amb el barranc de les Espones, a 996,9 m. alt., amb el Serrat de Cabo, al qual s'uneix aproximadament a 1.732,8 m. alt. Des de la mateixa llera del riu, a prop i al nord de Molinos (la Torre de Cabdella), puja sobtadament fins a 1.157,8 m. alt., a la zona on hi ha les restes de l'església romànica de Sant Salvador de Molinos. i continua enfilant-se cap al nord-est, passa pel Pui Redó, de 1.560,4 m. alt., per es Collades (1.559,4), fins a unir-se a la Serra de Cabo, que n'és la continuïtat.
Està encarada de sud-oest a nord-est, en el sentit que guanya alçada, i separa, a part dels dos antics municipis ja esmentats, la part mitjana i baixa dels barrancs que baixen cap a la Torre de Cabdella, al nord, de la part mitjana i baixa de la Coma, on hi ha els pobles de Mont-ros, Paüls de Flamisell i Pobellà.